# Sinagoga din Gheorgheni
Sinagoga din Gheorgheni este un lăcaș de cult evreiesc localizat pe strada Nicolae Bălcescu nr. 9, în centrul orașului Gheorgheni, județul Harghita. Edificiul a fost construit în anii 1926-1927 din donații. Sinagoga cultului mozaic ortodox din Gheorgheni este clasată cu codul cod LMI HR-II-m-B-21127 în lista monumentelor istorice.

## Istoric
Sinagoga din Gheorgheni este una dintre puținele sinagogi din Ținutul Secuiesc. Evreii din Gheorgheni au început să se stabilească în  a doua jumătate a secolului al XIX-lea. În prima fază s-au stabilit în jurul centrelor urbane, o situație veridică și în cazul orașului Gheorgheni.
Cultul mozaic din Gheorgheni a construit sinagoga din donații, între anii 1926-1927. La vremea respectivă, comunitatea evreiască din Gheorgheni număra în jur de 1.000 de membri, evrei vorbitori de limba idiș, religioși. Majoritatea era formată din muncitori la fabricile de cherestea din zonă, dar a existat și o clasă mijlocie formată din medici, avocați, oameni de litere, funcționari, comercianți și industriași.
În timpul celui de-Al Doilea Război Mondial, cele aproximativ o mie de persoane evrei au fost deportate. Deportările s-au făcut din Ardealul de Nord, aflat în perioada 1940-1944 sub administrație ungară. După cum povestește ing. Geller Geza, președintele actual al comunității evreiești locale (formată în anul 2009 doar din șase persoane), deportarea comunității din Gheorgheni a început „între 3 și 5 mai 1944, când cei aproximativ 1.000 de evrei din Gheorgheni au fost strânși în curtea școlii elementare aflate lângă sinagogă și au fost duși la Reghin, după care au fost deportați în lagărele de exterminare naziste. S-au mai întors de acolo doar 92 dintre ei”. Pe pereții sinagogii din Gheorgheni au fost inscripționate în marmură, în memoria celor uciși, pentru prima dată în lume, numele celor decedați în lagărele naziste. Acest model a fost folosit și la realizarea Monumentului Holocaustului din Israel, Yad Vashem, pe pereții căruia sunt trecute numele celor peste șase milioane de victime. În interiorul sinagogii încă se află o pancartă din anii 1970, pe care scrie: „am fost 986, abia am rămas 92”. Dintre cei 92 de supraviețuitori, 45 de evrei s-au întors la Gheorgheni, însă  casele lor au fost confiscate de autoritățile comuniste. Ulterior, unii au emigrat în Statele Unite sau în Palestina, majoritatea însă a plecat spre Israel în anii ’60-’70 ai secolului trecut.
Numele celor peste 900 de evrei din Gheorgheni deportați și dispăruți în lagărul de exterminare din Auschwitz sunt inscripționate pe plăci memoriale plasate pe zidul interior al sinagogii. Deoarece naziștii au distrus arhiva, nu sunt menționate toate numele, astfel că unele plăcuțe sunt goale sau lipsesc multe date.

## Stil arhitectural
Populația emigranților evrei care s-au stabilit în Gheorgheni la sfârșitul secolului XIX-începutul sec.XX, fiind formată din evrei hasidici din Galiția, Polonia și Bucovina, veniți prin Maramureș și Nordul Transilvaniei, stilul de construcție al sinagogii corespunde celui al sinagogilor din Polonia. În interiorul templului domină culoarea albastră: cerul albastru cu stele, zodiacul pe partea inferioară, de un albastru-cobalt, arabescuri albastru-aurii. Pe pereți sunt reprezentate cele douăsprezece triburi ale lui Israel, dintre care doar două au mai rămas, adică așkenazii și sefarzii. Evreii din Gheorgheni aparțin Așkenazilor.

## Situația actuală
Clădirea a fost renovată în anul 1960 și a fost declarată monument istoric în anul 1991, împreună cu cimitirul evreiesc din secolul al XIX-lea. Actualmente sinagoga nu este folosită pentru oficierea serviciului religios, dar muzeul Tarisznyás Márton din Gheorgheni organizează periodic în clădire expoziții temporare de comemorare a victimelor evreiești. Sinagoga este utilizată și pentru diverse evenimente culturale: concerte, piese de teatru, comemorări. Slujbe religioase au loc foarte rar, doar dacă vin grupuri din Israel, căci comunitatea evreiască din Gheorgheni a scăzut mult. Așadar, Tora nu mai este păstrată în Aron-Kodeș, chivotul sfânt. Turiștii vin îndeosebi din Israel și Ungaria, urmași ai evreilor emigrați, care-și caută rădăcinile strămoșești.

## Galerie de imagini

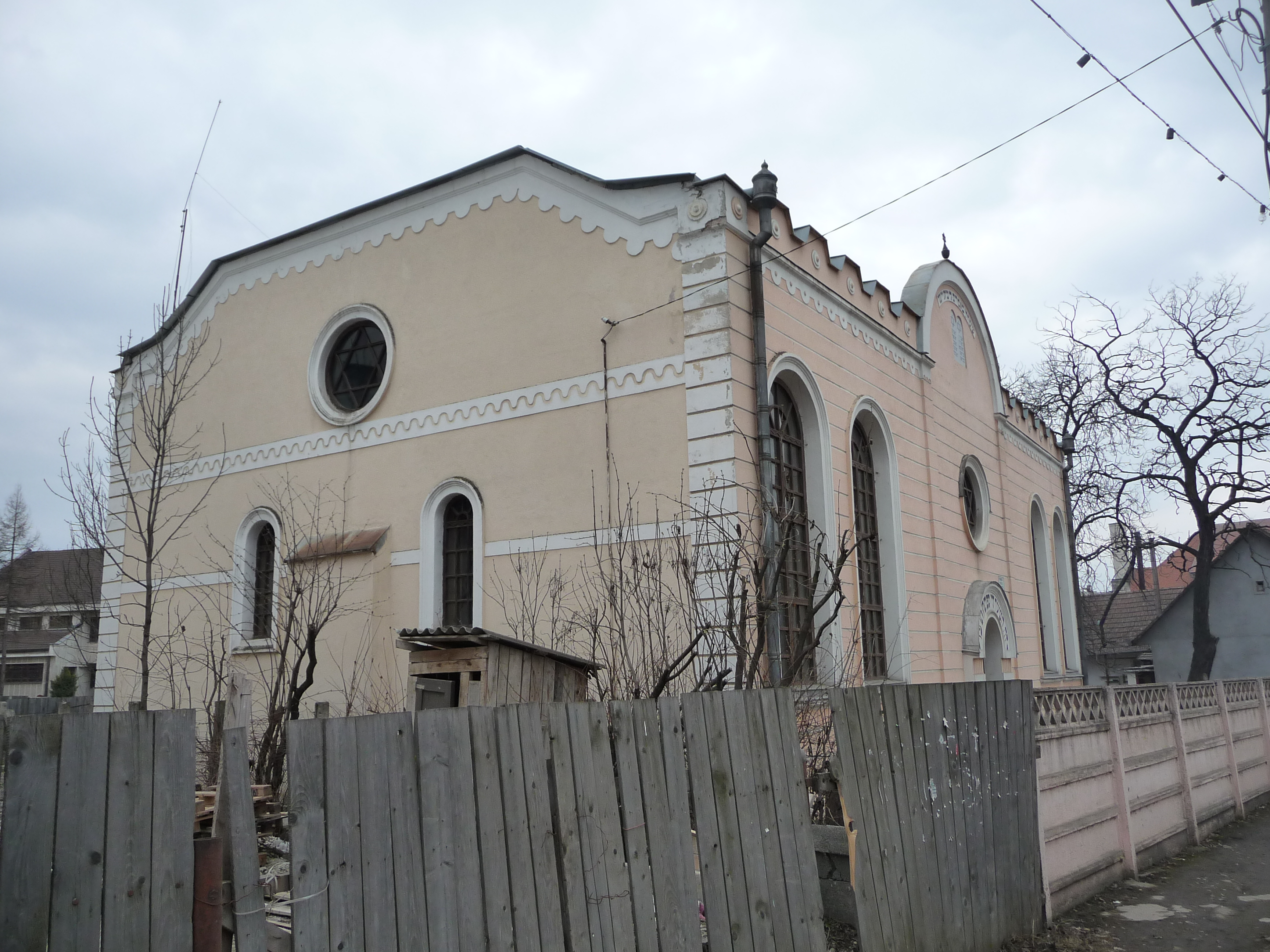
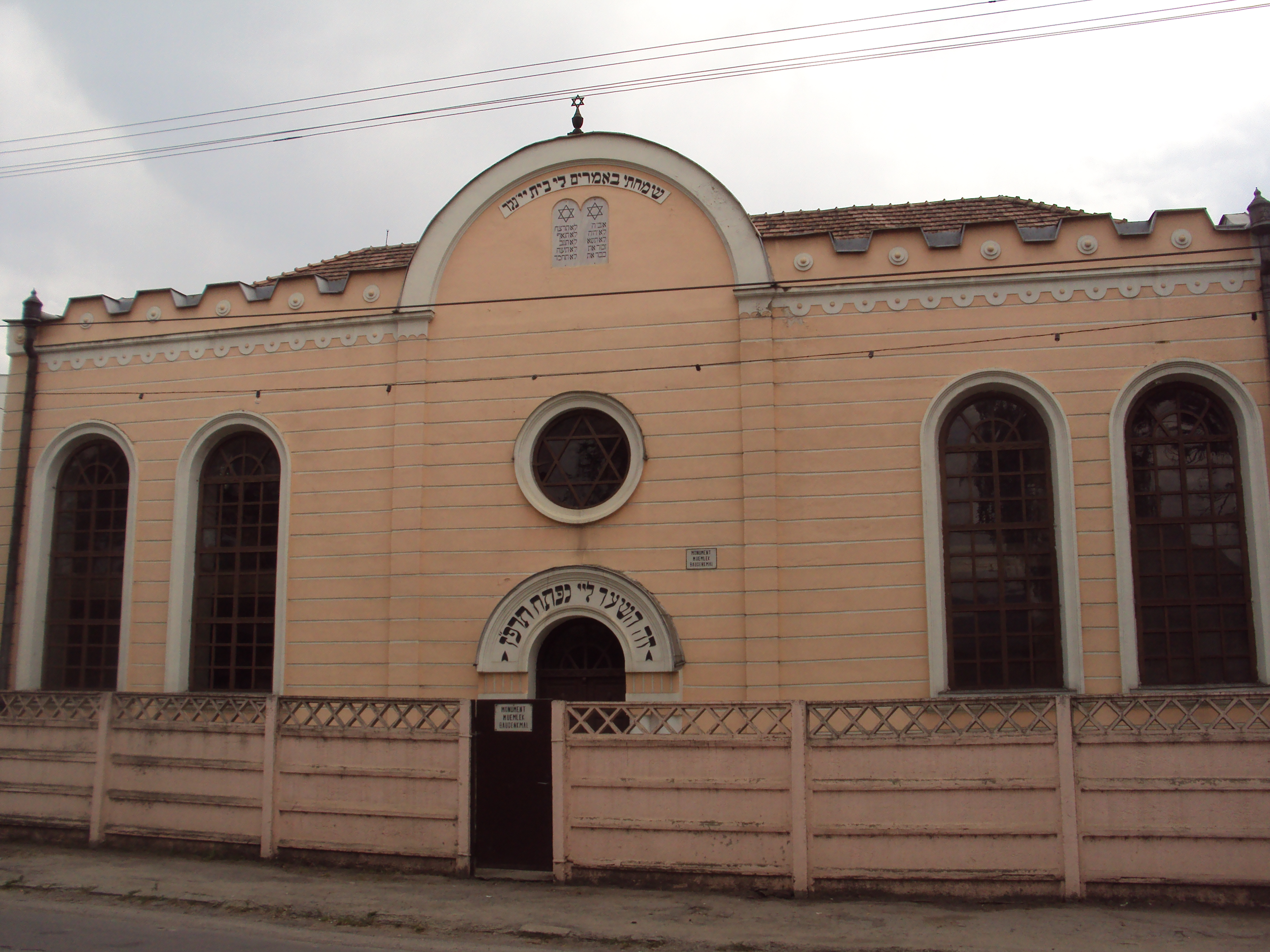